# 普雷德沃尔市镇

普雷德沃尔市镇於斯洛維尼亞的位置

普雷德沃尔市镇是斯洛文尼亞北部的一個市镇，行政中心為普雷德沃爾。。面積87平方公里，2002年人口3499。人口密度約40人/km2。

## 外部連結
- 官方网站  （斯洛文尼亚文）
- Municipality of Preddvor on Geopedia （页面存档备份，存于）